# Lorient
Lorient (bretonsko An Oriant) je mesto in občina v severozahodni francoski regiji Bretanji, podprefektura departmaja Morbihan. Leta 1999 je mesto imelo 59.189 prebivalcev.

## Geografija
Mesto leži na južni obali Bretanjskega polotoka ob izlivu rek Blavet in Scorff v Biskajski zaliv. Je največje mesto v departmaju in za Boulogne-sur-Mer drugo največje francosko ribiško pristanišče.

## Administracija
Občina Lorient se je leta 1947 združila z manjšo sosednjo občino Keryado. Mesto je sedež treh kantonov:
- Kanton Lorient-Center (del občine Lorient: 14.803 prebivalci),
- Kanton Lorient-Jug (del občine Lorient: 22.360 prebivalcev),
- Kanton Lorient-Sever (del občine Lorient: 22.020 prebivalcev).

Mesto je prav tako sedež okrožja, v katerega so poleg njegovih vključeni še kantoni Auray, Belle-Île, Belz, Groix, Hennebont, Lanester, Ploemeur, Plouay, Pluvigner, Pont-Scorff, Port-Louis in Quiberon z 281.621 prebivalci.

## Zgodovina
Na začetku 17. stoletja so trgovci v Port-Louisu zgradili prva skladišča, leta 1628 tudi na lokaciji, ki je kasneje postala znana kot L'Orient (vzhod). Z ustanovitvijo Francoske Vzhodnoindijske družbe v letu 1664 in tamkajšnje ladjedelnice je naselbina s tem dobila zagon. V njem je bila nekdaj baza francoske vojne mornarice.
Med drugo svetovno vojno je Lorient gostil nemško podmorniško bazo, ki je kljub močnemu bombardiranju, pri katerem je bila večina mesta uničenega, preživela do konca vojne. Sedanji Lorient odslikava arhitekturni slog sredine 20. stoletja.

## Pobratena mesta
- Češke Budejovice (Češka),
- Denizli (Turčija),
- Galway (Irska),
- Ludwigshafen am Rhein (Nemčija),
- Ventspils (Latvija),
- Vigo (Španija),
- Wirral (Združeno kraljestvo).